# Progomphus clendoni
Progomphus clendoni – gatunek ważki z rodziny gadziogłówkowatych (Gomphidae). Występuje na terenie Ameryki Środkowej.